# Freixenet
Freixenet [ˌfɾəʃə'nɛt], deutsch [ˌfʁ⁠ɛʃə'nɛt] ist ein Handelsunternehmen für Cava und Wein mit Hauptsitz in Sant Sadurní d’Anoia, einer Stadt westlich von Barcelona (Katalonien) in Spanien. Freixenet ist einer der bekanntesten und größten Cava-Produzenten in Spanien und gehört seit März 2018 mehrheitlich zur Gruppe Henkell & Co. Sektkellerei aus Wiesbaden.

## Geschichte

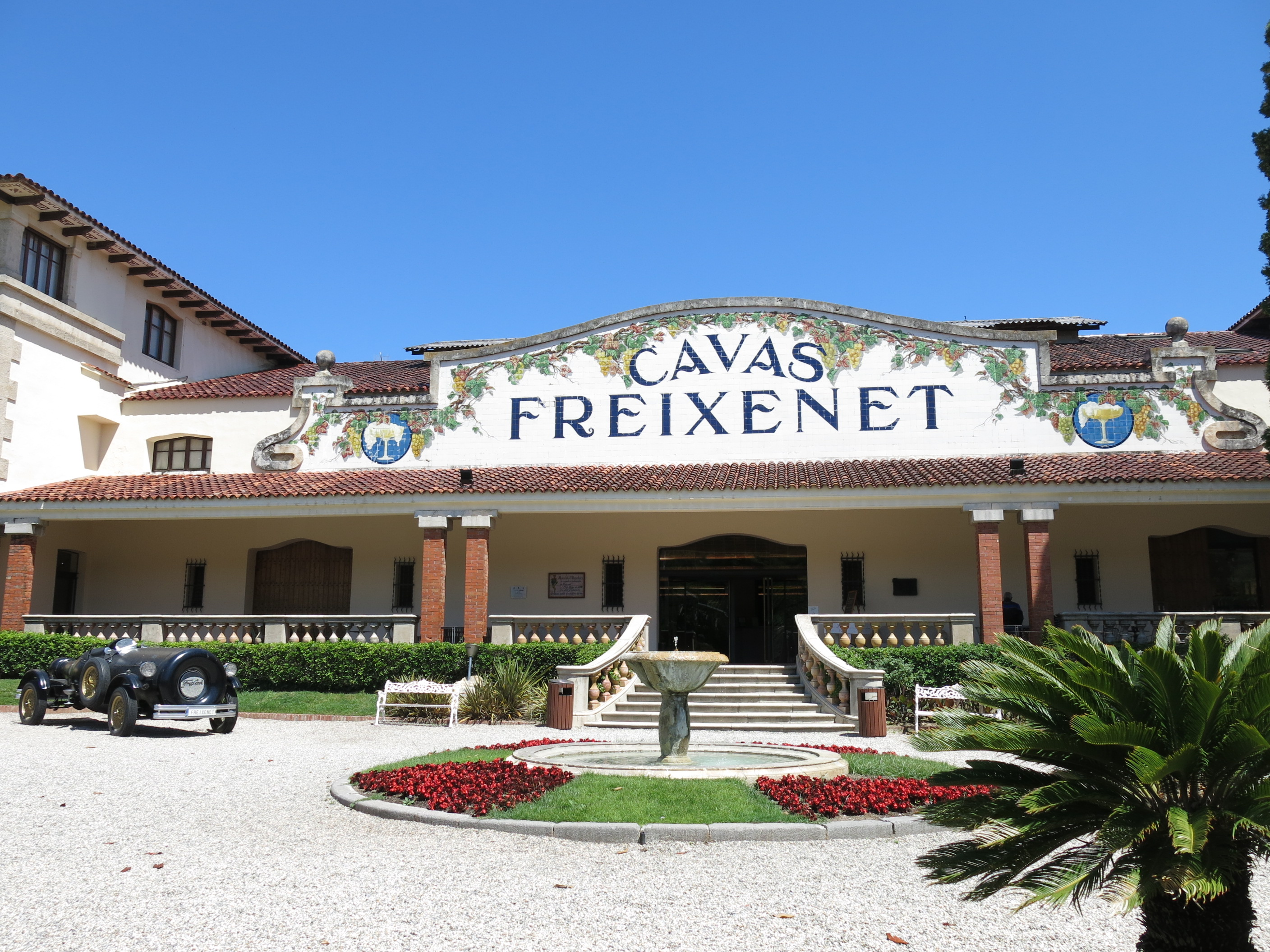
Der Haupteingang (2019)

Freixenet wurde durch den Zusammenschluss zweier spanischer Familien gegründet, die bereits eine lange Tradition in der Weinproduktion hatten: einerseits die Ferrers, Inhaber von La Freixeneda, einem Landsitz aus dem 12. Jahrhundert in Sant Quintí de Mediona im Alt Penedès, und andererseits die Salas, Winzer seit 1830 und Gründer der Casa Sala in Sant Sadurní d’Anoia, eines Weinexporteurs nach Lateinamerika.
Der Name Freixenet ergab sich aus dem Umstand, dass das Weingut von Hainen voller Eschen (katalanisch freixe) umgeben war. Der Eigentümer Pedro Ferrer Bosch wurde daher von der lokalen Bevölkerung El Freixenet genannt.
Gegen Ende des 19. Jahrhunderts heiratete Dolores Sala Vivé, die Enkelin des Gründers der Casa Sala, Pedro Ferrer Bosch von La Freixeneda. Zu dieser Zeit musste Spanien dem schrittweisen Verlust seiner Kolonien und dem Traubenverlust durch die Phylloxera-Pest zusehen, die viele Reben in Europa zerstört hatte. Angespornt durch den Erfolg der Champagne, ermutigten Codorníu und andere die Weinberginhaber, wieder verstärkt weiße Trauben wie Macabeo, Parellada und Xarel·lo für die Sektproduktion einzusetzen. Diese Trauben sind noch heute die Primärtrauben des Cava, obwohl einige Produzenten mit dem Gebrauch der Champagne-Weintrauben von Chardonnay und Pinot Noir experimentieren.
Infolgedessen schlossen sich die Jungvermählten mit Dolores’ Vater zum Familienunternehmen Sala zusammen, um Schaumweine nach traditioneller Methode wie auch Champenoise-Methode herzustellen.
Seit 1941 produziert Freixenet sein führendes Produkt, den Cava Carta Nevada, und seit 1974 den Cava Cordon Negro. Ungefähr 95 % von Spaniens Cava-Gesamtproduktion kommen aus dem katalanischen Dorf Sant Sadurní d’Anoia, da dort auch der größte spanische Cava-Produzent Codorníu beheimatet ist.
Im März 2018 übernahm die Henkell-Gruppe 50,67 Prozent der Anteile und wurde somit Mehrheitseigner. Im April 2024 kommunizierte die Geschäftsleitung die Absicht, mehr als 600 Mitarbeitende temporär freizustellen, da aufgrund der seit drei Jahrgängen anhaltenden Dürre die Grundweinbasis für die Cava-Produktion signifikant zurückgeht.

### Casa Freixenet
Die heute aus fünf Hallen bestehende Casa Freixenet wurde von dem modernistischen Architekten Josep Ros i Ros entworfen und 1927 fertiggestellt. Das mittig angelegte Hauptgebäude wurde 1929 eröffnet; hier befindet sich heute das Besucherzentrum. Die Fassade wurde mit Malereien und für die Zeit des Noucentisme typischen Farben gestaltet.

## Marken
Freixenet vertritt in der Kategorie Cava Carta, Cordon, Elyssia und Reserva Real sowie die Weine Mederaño, Mia, Legero und Solar Gran Rioja Crianza.
Neben Freixenet vermarktet das Unternehmen auch etliche andere Marken:
- Segura Viudas
- René Barbier
- Castellblanch
- Canals&Nubiola
- Conde de Caralt
- Vionta
- Morlanda
- Valdubón
- Henri Abelé
- Gloria Ferrer
- Sala Vivé
- Wingara Wine Group
- Yvon Mau
- Fra Guerau
- Viento Sur
- Arerunguá
- Solar Viejo
- Oroya (Sushi-Wein)
- Terra Nova

## Standorte

### Spanische Regionalsitze
- Sant Sadurní d’Anoia, Katalonien
- Laguardia Álava, Baskenland
- A Coruña, Galicien
- Las Palmas, Gran Canaria, Kanaren
- Madrid
- Santander
- Sevilla

### Internationale Sitze
- Wiesbaden,  Deutschland
- New York City, New York,  Vereinigte Staaten
- Sonoma, Kalifornien,  Vereinigte Staaten
- Crowthorne, Berkshire,  Vereinigtes Königreich

## Auszeichnungen

### Reserva Real
- 2005: Bronzemedaille International Wine and Spirit Competition 2005, London
- 2007: Goldmedaille Vinordic Wine Challenge 2007, Stockholm
- 2008: Silbermedaille VIII Conculusio Internacional de Vinos Bacchus 2008

### Cuvée D.S. 2001
- 2006: Bronzemedaille International Wine and Spirit Competition 2006, London

### Cuvée D.S. 2002
- 2007: Silbermedaille International Wine & Spirit Competition 2007, London
- 2007: Bronzemedaille Challenge International du Vin 2007, Bordeaux

### Brut Nature 2003
- 2007: Bronzemedaille International Wine & Spirit Competition 2007, London